# Halmahera Tengah
Halmahera Tengah (deutsch Zentral Halmahera) ist ein indonesischer Regierungsbezirk (Kabupaten) in der indonesischen Provinz Maluku Utara. Mitte 2022 leben hier 86.379 Menschen. Weda ist der Regierungssitz von Halmahera Tengah und zählt (als Distrikt) Mitte 2022 9.660 Einwohner.

## Geographie
Der Bezirk liegt im südlichen Teil der westlichen Halbinsel der Insel Halmahera. Er erstreckt sich zwischen 0°15′ und 0°45′ n. Br. sowie zwischen 127°45′ und 129°26′ ö. L. Halmahera Tengah grenzt im Norden an den Bezirk Halmahera Timur, im Westen an die autonome Stadt Kota Tidore Kepulauan und im Süden an den Bezirk Halmahera Selatan. Zum Regierungsbezirk gehören 47 Inseln, die meisten befinden sich im Distrikt Weda. Die Gesamtfläche des Bezirks beträgt 8.381,48 km², wovon 2.276,83 auf die Landfläche und 6.104,65 auf die Seefläche entfallen.

## Verwaltungsgliederung
Der Regierungsbezirk Halmahera Tengah gliedert sich in zehn Distrikte (Kecamatan) mit 61 Dörfern (Desa).
| Code 1   | Kecamatan Distrikt | Ibu Kota Verwaltungssitz | Fläche (km²) | Einwohner Census 2010 2 | Volkszählung 2020 | Volkszählung 2020 | Volkszählung 2020 | Anzahl der Dörfer 6 | Anzahl der Dörfer 6 |
| Code 1   | Kecamatan Distrikt | Ibu Kota Verwaltungssitz | Fläche (km²) | Einwohner Census 2010 2 | Einwohner 3       | 0Dichte 40        | Sex Ratio 5       | Anzahl der Dörfer 6 | Anzahl der Dörfer 6 |
| -------- | ------------------ | ------------------------ | ------------ | ----------------------- | ----------------- | ----------------- | ----------------- | ------------------- | ------------------- |
| 82.02.01 | Weda               | Were                     | 197,71       | 6.677                   | 12.016            | 60,8              | 128,1             | 7                   |                     |
| 82.02.02 | Patani             | Kipai                    | 174,89       | 3.920                   | 4.535             | 25,9              | 100,8             | 5                   |                     |
| 82.02.03 | Pulau Gebe         | Kapaleo                  | 273,74       | 4.643                   | 5.643             | 20,6              | 102,6             | 8                   |                     |
| 82.02.04 | Weda Utara         | Sagea                    | 539,09       | 3.942                   | 4.765             | 8,8               | 108,4             | 5                   |                     |
| 82.02.05 | Weda Selatan       | Wairoro Indah            | 163,56       | 4.850                   | 6.537             | 40,0              | 109,7             | 8                   |                     |
| 82.02.06 | Patani Utara       | Tepeleo                  | 63,83        | 8.949                   | 6.553             | 102,7             | 102,1             | 6                   |                     |
| 82.02.07 | Weda Tengah        | Lelilef Waibulan         | 283,27       | 6.200                   | 6.001             | 21,2              | 141,1             | 7                   |                     |
| 82.02.08 | Patani Barat       | Banemo                   | 56,73        | 3.634                   | 4.325             | 76,2              | 104,9             | 5                   |                     |
| 82.02.09 | Weda Timur         | Messa                    | 523,35       | –00                     | 2.717             | 5,2               | 115,8             | 4                   |                     |
| 82.02.10 | Patani Timur       | Peniti                   | 209,59       | –00                     | 3.710             | 17,7              | 104,9             | 6                   |                     |
| 82.02    | Halmahera Tengah   | Halmahera Tengah         | 2.485,76     | 42.815                  | 56.802            | 22,9              | 113,3             | 61                  |                     |

## Geschichte
Noch vor Bildung der Provinz Maluku Utara wurde der Kabupaten (Regierungsbezirk) Halmahera Tengah in der damaligen Provinz Maluku gebildet. Bei der Gründung bestand er aus sechs Kecamatan (Distrikte): Tidore, Oba, Wasile, Weda, Patani-Gebe und Maba.
Nach Bildung der neuen Provinz Maluku Utara und dem Wechsel zu dieser gab Halmahera Tengah einen Teil seines Gebietes an den neugebildeten Regierungsbezirk Halmahera Timur und die ebenso neu gebildete autonome Stadt Kota Tidore Kepulauan ab.
Aus den verbliebenen zwei Distrikten des Gebietes (Weda und Patani-Gebe) entstanden durch Ausgliederungen seit 2005 weitere sieben Distrikte (Kecamatan). Der Distrikt Pulau Gebe erfuhr seit seiner Bildung keine territorialen Veränderungen.
- Abspaltung von Weda Selatan und Weda Utara aus Weda (3/2005)
- Abspaltung von Patai Utara aus Patani (3/2005)
- Abspaltung von Weda Tengah aus Weda (23/2008)
- Abspaltung von Patani Barat aus Patani (24/2008)
- Abspaltung von Weda Timur aus Weda Utara (5/2013)
- Abspaltung von Patani Timur aus Patani Utara (5/2013)

Die Zahl in Klammern gibt die Nr. und den Jahrgang der Veröffentlichung durch staatliche/regionale Stellen (PERDA = Peraturan Daerah) an.

## Demographie
Zur Volkszählung im September 2020 (indonesisch Sensus Penduduk - SP2020) lebten im Regierungsbezirk Halmahera Tengah 56.802 Menschen, davon 26.629 Frauen (46,88 %) und 30.173 Männer (53,12 %). Gegenüber dem letzten Census (2010) sank der Frauenanteil um 1,73 %.
Mitte 2022 waren 81,90 % der Einwohner Moslems und 18,10 Prozent der Einwohner Christen (15.237 Protestanten / 395 Katholiken).
75,42 Prozent oder 65.147 Personen gehörten zur erwerbsfähigen Bevölkerung (15–64 Jahre); 21,97 % waren Kinder und 2,61 % im Rentenalter. Von der Gesamtbevölkerung waren Mitte 2022 57,50 (50,49) % ledig, 40,03 (46,63) % verheiratet, 0,97 (1,13) % geschieden und 1,50 (1,75) % verwitwet. Die geklammerten Kursivzahlen geben den Anteil bezogen auf die Bevölkerung über 10 Jahre an (74.152). Der HDI-Index lag 2020 mit 65,42 unter dem Durchschnittswert der Provinz (68,49).